# Llista de monuments de Camprodon
Llista de monuments de Camprodon inclosos en l'Inventari del Patrimoni Arquitectònic Català pel municipi de Camprodon (Ripollès). Inclou els inscrits en el Registre de Béns Culturals d'Interès Nacional (BCIN) amb la classificació de monuments històrics, els Béns Culturals d'Interès Local (BCIL) de caràcter immoble i la resta de béns arquitectònics integrants del patrimoni cultural català.
| Monument                                                 | Protecció   | Estil/època                                               | Localització                        | Coordenades                                            | Codi?         | Imatge |
| -------------------------------------------------------- | ----------- | --------------------------------------------------------- | ----------------------------------- | ------------------------------------------------------ | ------------- | --- |
| Pont Nou                                                 | BCIN 86-MH  | Gòtic XII-XIII, XIV, XVI-XVIII                            | Camprodon                           | 42° 18′ 46″ N, 2° 21′ 53″ E / 42.31285°N,2.3647194°E   | RI-51-0004217 | Pont Nou (Camprodon) · Vegeu més fotos d'aquest monument · Carregueu una nova foto d'aquest monument                                       |
| Església de Sant Cristòfol de Beget                      | BCIN 87-MH  | Romànic XII-XIII                                          | Camprodon Beget                     | 42° 19′ 15″ N, 2° 28′ 48″ E / 42.3209444°N,2.4798944°E | RI-51-0000572 | Església de Sant Cristòfol de Beget (Camprodon) · Vegeu més fotos d'aquest monument · Carregueu una nova foto d'aquest monument            |
| Monestir de Sant Pere                                    | BCIN 95-MH  | Romànic XII                                               | Camprodon                           | 42° 18′ 52″ N, 2° 22′ 10″ E / 42.314306°N,2.369444°E   | RI-51-0000566 | Monestir de Sant Pere (Camprodon) · Vegeu més fotos d'aquest monument · Carregueu una nova foto d'aquest monument                          |
| Beget                                                    | BCIN 316-CH | Obra popular Medieval                                     | Camprodon Beget                     | 42° 19′ 14″ N, 2° 28′ 52″ E / 42.32046°N,2.48108°E     | IPA-355       | Beget (Camprodon) · Vegeu més fotos d'aquest monument · Carregueu una nova foto d'aquest monument                                          |
| Castell de Camprodon, o Castell de Sant Nicolau          | BCIN 606-MH | Obra popular XII, XIX                                     | Camprodon Puig de les Relíquies     | 42° 18′ 45″ N, 2° 21′ 59″ E / 42.312393°N,2.366389°E   | RI-51-0005838 | Castell de Camprodon · Vegeu més fotos d'aquest monument · Carregueu una nova foto d'aquest monument                                       |
| Castell de Creixenturri                                  | BCIN 607-MH | Obra popular XII                                          | Camprodon                           | 42° 17′ 52″ N, 2° 22′ 32″ E / 42.2977806°N,2.3755833°E | RI-51-0005839 | Castell de Creixenturri (Camprodon) · Vegeu més fotos d'aquest monument · Carregueu una nova foto d'aquest monument                        |
| Torre Cavallera                                          | BCIN 608-MH | Gòtic XIV                                                 | Camprodon                           | 42° 17′ 51″ N, 2° 20′ 56″ E / 42.297389°N,2.348944°E   | RI-51-0005840 | Torre Cavallera (Camprodon) · Vegeu més fotos d'aquest monument · Carregueu una nova foto d'aquest monument                                |
| Castell de Rocabruna                                     | BCIN 609-MH | Obra popular X-XV                                         | Camprodon                           | 42° 19′ 46″ N, 2° 27′ 11″ E / 42.329472°N,2.453194°E   | RI-51-0005841 | Castell de Rocabruna (Camprodon) · Vegeu més fotos d'aquest monument · Carregueu una nova foto d'aquest monument                           |
| Castell de Bestracà                                      | BCIN 610-MH | Medieval                                                  | Camprodon                           | 42° 17′ 39″ N, 2° 30′ 55″ E / 42.2942972°N,2.5154028°E | RI-51-0005842 | Castell de Bestracà (Camprodon) · Vegeu més fotos d'aquest monument · Carregueu una nova foto d'aquest monument                            |
| El Castellot                                             | BCIN 803-MH | Obra popular                                              | Camprodon                           | 42° 17′ 32″ N, 2° 28′ 23″ E / 42.29220°N,2.47296°E     | RI-51-0005843 | Carregueu una nova foto d'aquest monument                                                                                                  |
| Capella de Sant Antoni                                   |             | Obra popular XVIII Inici, XIX Mitjan, XX Final            | Camprodon Freixenet                 | 42° 18′ 19″ N, 2° 22′ 33″ E / 42.30516°N,2.37577°E     | IPA-3839      | Capella de Sant Antoni (Camprodon) · Vegeu més fotos d'aquest monument · Carregueu una nova foto d'aquest monument                         |
| Capella del Roure                                        |             | Romànic, obra popular XII, XV, XIX                        | Camprodon Font de Llandrius         | 42° 18′ 55″ N, 2° 22′ 42″ E / 42.315269°N,2.378247°E   | IPA-3840      | Capella del Roure (Camprodon) · Vegeu més fotos d'aquest monument · Carregueu una nova foto d'aquest monument                              |
| Església de Santa Maria                                  |             | Gòtic, barroc XIV, XVIII Inici                            | Camprodon Pl. de Santa Maria        | 42° 18′ 50″ N, 2° 22′ 07″ E / 42.313972°N,2.368618°E   | IPA-3842      | Església de Santa Maria (Camprodon) · Vegeu més fotos d'aquest monument · Carregueu una nova foto d'aquest monument                        |
| Església del Carme (Camprodon)                           |             | Gòtic XIV                                                 | Camprodon Pl. del Carme             | 42° 18′ 39″ N, 2° 21′ 57″ E / 42.310864°N,2.365852°E   | IPA-3843      | Església del Carme (Camprodon) · Vegeu més fotos d'aquest monument · Carregueu una nova foto d'aquest monument                             |
| Casa de la Vila, o Ajuntament                            |             | Renaixement XVI                                           | Camprodon Pl. de la Vila, 1         | 42° 18′ 42″ N, 2° 21′ 53″ E / 42.311736°N,2.364842°E   | IPA-3844      | Casa de la Vila (Camprodon) · Vegeu més fotos d'aquest monument · Carregueu una nova foto d'aquest monument                                |
| Escoles Doctor Robert                                    |             | Racionalisme XX Mitjan                                    | Camprodon Pl. Santa Maria, 8        | 42° 18′ 49″ N, 2° 22′ 10″ E / 42.313730°N,2.369451°E   | IPA-3845      | Escoles Doctor Robert (Camprodon) · Vegeu més fotos d'aquest monument · Carregueu una nova foto d'aquest monument                          |
| Escorxador Municipal, o Matadero                         |             | Noucentisme XX Mitjan                                     | Camprodon Pg. de la Muralla         | 42° 18′ 40″ N, 2° 21′ 51″ E / 42.311234°N,2.364102°E   | IPA-3846      | Escorxador Municipal (Camprodon) · Vegeu més fotos d'aquest monument · Carregueu una nova foto d'aquest monument                           |
| Hospital geriàtric municipal                             |             | Obra popular, noucentisme XX Mitjan                       | Camprodon Pujada de la Costinyola   | 42° 18′ 54″ N, 2° 22′ 08″ E / 42.315038°N,2.368761°E   | IPA-3847      | Hospital Municipal (Camprodon) · Vegeu més fotos d'aquest monument · Carregueu una nova foto d'aquest monument                             |
| Cementiri parroquial de Camprodon                        |             | Historicisme, modernisme, noucentisme XX Inici            | Camprodon Salelles                  | 42° 19′ 12″ N, 2° 22′ 44″ E / 42.319883°N,2.378995°E   | IPA-3848      | Cementiri parroquial de Camprodon · Vegeu més fotos d'aquest monument · Carregueu una nova foto d'aquest monument                          |
| Can Serra, o Can Serra de Dalt, Can Serra de Baix        |             | Racionalisme XIX Final, XX Mitjan                         | Camprodon Ignasi Casabò, 4-6        | 42° 18′ 46″ N, 2° 22′ 02″ E / 42.31288°N,2.367323°E    | IPA-3849      | Can Serra (Camprodon) · Vegeu més fotos d'aquest monument · Carregueu una nova foto d'aquest monument                                      |
| Hotel i jardins Rigat                                    |             | Noucentisme, modernisme, neoclassicisme-romàntic XX inici | Camprodon Pl. Dr. Robert, 2         | 42° 18′ 49″ N, 2° 21′ 53″ E / 42.313586°N,2.3647°E     | IPA-3850      | Hotel i jardins Rigat (Camprodon) · Vegeu més fotos d'aquest monument · Carregueu una nova foto d'aquest monument                          |
| Can Roig                                                 |             | Historicisme, modernisme XX Inici                         | Camprodon C. Freixenet, 21          | 42° 18′ 49″ N, 2° 22′ 21″ E / 42.31354°N,2.372435°E    | IPA-3851      | Can Roig (Camprodon) · Vegeu més fotos d'aquest monument · Carregueu una nova foto d'aquest monument                                       |
| Ca n'Oliveda                                             |             | Eclecticisme XIX Final                                    | Camprodon Pg. de la Font Nova, 4    | 42° 18′ 46″ N, 2° 22′ 07″ E / 42.312754°N,2.368476°E   | IPA-3852      | Ca n'Oliveda (Camprodon) · Vegeu més fotos d'aquest monument · Carregueu una nova foto d'aquest monument                                   |
| Can Marquès                                              |             | Gòtic tardà XVII                                          | Camprodon C. Catalunya, 11          | 42° 18′ 40″ N, 2° 21′ 56″ E / 42.311023°N,2.365553°E   | IPA-3853      | Can Marquès (Camprodon) · Vegeu més fotos d'aquest monument · Carregueu una nova foto d'aquest monument                                    |
| El Casal                                                 |             | Eclecticisme XIX Final, XX Final                          | Camprodon Pg. de la Font Nova, 2    | 42° 18′ 46″ N, 2° 22′ 06″ E / 42.312788°N,2.368205°E   | IPA-3854      | El Casal (Camprodon) · Vegeu més fotos d'aquest monument · Carregueu una nova foto d'aquest monument                                       |
| Can Wincke                                               |             | Eclecticisme XIX Final                                    | Camprodon C. Ignasi Casabò, 10      | 42° 18′ 46″ N, 2° 22′ 04″ E / 42.312788°N,2.367806°E   | IPA-3855      | Can Wincke (Camprodon) · Vegeu més fotos d'aquest monument · Carregueu una nova foto d'aquest monument                                     |
| Can Mas de Xeixàs, o Can Mas de Xexàs                    |             | Modernisme XX Inici                                       | Camprodon C. de Freixenet, 30       | 42° 18′ 47″ N, 2° 22′ 14″ E / 42.313062°N,2.370633°E   | IPA-3856      | Can Mas de Xeixàs (Camprodon) · Vegeu més fotos d'aquest monument · Carregueu una nova foto d'aquest monument                              |
| Can Torrent                                              |             | Eclecticisme XIX Final                                    | Camprodon Pg. de la Font Nova, 6    | 42° 18′ 46″ N, 2° 22′ 08″ E / 42.312665°N,2.368782°E   | IPA-3857      | Can Torrent (Camprodon) · Vegeu més fotos d'aquest monument · Carregueu una nova foto d'aquest monument                                    |
| Can Blanch                                               |             | Eclecticisme, modernisme, art déco XX                     | Camprodon C. València, 46           | 42° 18′ 49″ N, 2° 22′ 00″ E / 42.313514°N,2.36654°E    | IPA-3858      | Can Blanch (Camprodon) · Vegeu més fotos d'aquest monument · Carregueu una nova foto d'aquest monument                                     |
| Can Jombi                                                |             | Modernisme XX Inici                                       | Camprodon C. Catalunya, 5           | 42° 18′ 41″ N, 2° 21′ 56″ E / 42.31136°N,2.365419°E    | IPA-3860      | Can Jombi (Camprodon) · Vegeu més fotos d'aquest monument · Carregueu una nova foto d'aquest monument                                      |
| Hotel Güell                                              |             | Obra popular XX Inici                                     | Camprodon Pl. de la Vila, 8         | 42° 18′ 41″ N, 2° 21′ 54″ E / 42.311519°N,2.365054°E   | IPA-3861      | Hotel Güell (Camprodon) · Vegeu més fotos d'aquest monument · Carregueu una nova foto d'aquest monument                                    |
| Can Campa                                                |             | Obra popular XVIII                                        | Camprodon C. València, 56           | 42° 18′ 48″ N, 2° 22′ 05″ E / 42.313471°N,2.368133°E   | IPA-3862      | Can Campa (Camprodon) · Vegeu més fotos d'aquest monument · Carregueu una nova foto d'aquest monument                                      |
| Casa del Dr. Robert                                      |             | Obra popular XIX Final                                    | Camprodon C. Freixenet              |                                                        | IPA-3863      | Carregueu una nova foto d'aquest monument                                                                                                  |
| Can Suris (Les Monges)                                   |             | Modernisme, eclecticisme XX Inici                         | Camprodon C. València, 44           | 42° 18′ 49″ N, 2° 22′ 03″ E / 42.313687°N,2.367451°E   | IPA-3864      | Les Monges (Camprodon) · Vegeu més fotos d'aquest monument · Carregueu una nova foto d'aquest monument                                     |
| Passeig Maristany                                        |             | Obra popular XX Mitjan                                    | Camprodon Pg. Maristany             | 42° 18′ 56″ N, 2° 21′ 39″ E / 42.315623°N,2.360853°E   | IPA-3865      | Passeig Maristany (Camprodon) · Vegeu més fotos d'aquest monument · Carregueu una nova foto d'aquest monument                              |
| Passeig de la Font Nova                                  |             | XIX Final                                                 | Camprodon Pg. de la Font Nova       | 42° 18′ 46″ N, 2° 22′ 07″ E / 42.31291°N,2.368562°E    | IPA-3866      | Passeig de la Font Nova (Camprodon) · Vegeu més fotos d'aquest monument · Carregueu una nova foto d'aquest monument                        |
| Església del Remei                                       |             | Romànic, historicisme XVI, XIX Inici, XIX Final           | Camprodon El Remei, Creixenturri    | 42° 17′ 25″ N, 2° 22′ 31″ E / 42.290401°N,2.375263°E   | IPA-3867      | Església del Remei (Camprodon) · Vegeu més fotos d'aquest monument · Carregueu una nova foto d'aquest monument                             |
| Església de Sant Miquel de Cavallera                     |             | Romànic XI, XII                                           | Camprodon Cavallera                 | 42° 17′ 33″ N, 2° 20′ 40″ E / 42.292546°N,2.344450°E   | IPA-3868      | Església de Sant Miquel de Cavallera (Camprodon) · Vegeu més fotos d'aquest monument · Carregueu una nova foto d'aquest monument           |
| Antic Pont de les Rocasses                               |             | Obra popular                                              | Camprodon                           | 42° 18′ 06″ N, 2° 21′ 27″ E / 42.301629°N,2.357601°E   | IPA-3869      | Antic Pont de les Rocasses (Camprodon) · Vegeu més fotos d'aquest monument · Carregueu una nova foto d'aquest monument                     |
| Pont de Santa Maria, o Pont del Casino, Pont del Pavelló |             | Obra popular                                              | Camprodon                           | 42° 18′ 48″ N, 2° 22′ 06″ E / 42.313252°N,2.368198°E   | IPA-3870      | Pont de Santa Maria (Camprodon) · Vegeu més fotos d'aquest monument · Carregueu una nova foto d'aquest monument                            |
| Pont del Ritort, o Pont d'en Carrera                     |             | Obra popular                                              | Camprodon                           | 42° 18′ 48″ N, 2° 21′ 55″ E / 42.313372°N,2.365279°E   | IPA-3871      | Pont del Ritort (Camprodon) · Vegeu més fotos d'aquest monument · Carregueu una nova foto d'aquest monument                                |
| Pont de Molló, o Pont dels Solans                        |             | Obra popular                                              | Camprodon                           | 42° 19′ 29″ N, 2° 23′ 24″ E / 42.324795°N,2.390114°E   | IPA-3872      | Pont de Molló (Camprodon) · Vegeu més fotos d'aquest monument · Carregueu una nova foto d'aquest monument                                  |
| Xalet Costa Font                                         |             | Obra popular, historicisme XX Mitjan                      | Camprodon Pg. Maristany, 17         | 42° 18′ 58″ N, 2° 21′ 24″ E / 42.316005°N,2.356557°E   | IPA-3873      | Xalet Costa Font (Camprodon) · Vegeu més fotos d'aquest monument · Carregueu una nova foto d'aquest monument                               |
| Xalet Maristany                                          |             | Noucentisme XX Inici                                      | Camprodon Pg. Maristany, 2          | 42° 18′ 58″ N, 2° 21′ 40″ E / 42.316117°N,2.360993°E   | IPA-3875      | Xalet Maristany (Camprodon) · Vegeu més fotos d'aquest monument · Carregueu una nova foto d'aquest monument                                |
| Casa al carrer Freixenet, 18                             |             | Obra popular XVIII                                        | Camprodon C. Freixenet, 18          | 42° 18′ 47″ N, 2° 22′ 12″ E / 42.313078°N,2.370118°E   | IPA-3877      | Casa al carrer Freixenet, 18 (Camprodon) · Vegeu més fotos d'aquest monument · Carregueu una nova foto d'aquest monument                   |
| Mas Pomer                                                |             | Obra popular, historicisme XX Inici                       | Camprodon Cavallera                 | 42° 17′ 54″ N, 2° 20′ 47″ E / 42.298288°N,2.346527°E   | IPA-3878      | Mas Pomer (Camprodon) · Vegeu més fotos d'aquest monument · Carregueu una nova foto d'aquest monument                                      |
| El Mariner, o el Mariner de Sant Pau                     |             | Obra popular, barroc XVI                                  | Camprodon Creixenturri              | 42° 16′ 06″ N, 2° 22′ 30″ E / 42.268226°N,2.374954°E   | IPA-3879      | El Mariner (Camprodon) · Vegeu més fotos d'aquest monument · Carregueu una nova foto d'aquest monument                                     |
| Cal Conde                                                |             | Noucentisme XIX Final - XX                                | Camprodon C. de Sant Antoni, 13     | 42° 18′ 43″ N, 2° 22′ 05″ E / 42.311856°N,2.368138°E   | IPA-3880      | Cal Conde (Camprodon) · Vegeu més fotos d'aquest monument · Carregueu una nova foto d'aquest monument                                      |
| Can Titus                                                |             | Noucentisme XX Inici                                      | Camprodon Pg. de la Muralla, 13     | 42° 18′ 38″ N, 2° 21′ 54″ E / 42.310464°N,2.365027°E   | IPA-3881      | Can Titus (Camprodon) · Vegeu més fotos d'aquest monument · Carregueu una nova foto d'aquest monument                                      |
| Canal del Pont del Carbur                                |             | Obra popular XX Inici                                     | Camprodon Creixenturri              | 42° 16′ 21″ N, 2° 22′ 12″ E / 42.27262°N,2.36995°E     | IPA-3882      | Canal del Pont del Carbur (Camprodon) · Vegeu més fotos d'aquest monument · Carregueu una nova foto d'aquest monument                      |
| Colònia Estabanell                                       |             | Obra popular XIX                                          | Camprodon                           | 42° 17′ 39″ N, 2° 21′ 36″ E / 42.294062°N,2.359900°E   | IPA-3883      | Colònia Estebanell (Camprodon) · Vegeu més fotos d'aquest monument · Carregueu una nova foto d'aquest monument                             |
| Pont de Beget                                            |             |                                                           | Camprodon Beget                     | 42° 19′ 15″ N, 2° 28′ 51″ E / 42.320700°N,2.480731°E   | IPA-4396      | Pont de Beget (Camprodon) · Vegeu més fotos d'aquest monument · Carregueu una nova foto d'aquest monument                                  |
| Pont Petit                                               |             | Obra popular                                              | Camprodon Beget                     | 42° 19′ 13″ N, 2° 28′ 53″ E / 42.320199°N,2.481342°E   | IPA-4397      | Pont Petit (Camprodon) · Vegeu més fotos d'aquest monument · Carregueu una nova foto d'aquest monument                                     |
| Església de Santa Maria de Bolós                         |             | Romànic XI-XII                                            | Camprodon Freixenet                 | 42° 18′ 10″ N, 2° 25′ 19″ E / 42.302821°N,2.421806°E   | IPA-12165     | Església de Santa Maria de Bolós (Camprodon) · Vegeu més fotos d'aquest monument · Carregueu una nova foto d'aquest monument               |
| Església de Sant Valentí de Salarça o Salarsa            |             | Romànic XII, XVI-XVII                                     | Camprodon Veïnat de Salarça, Beget  | 42° 18′ 20″ N, 2° 27′ 04″ E / 42.305644°N,2.451235°E   | IPA-12166     | Església de Sant Valentí de Salarça (Camprodon) · Vegeu més fotos d'aquest monument · Carregueu una nova foto d'aquest monument            |
| Gran Masia del Barrancot                                 |             | Obra popular                                              | Camprodon Beget                     | 42° 18′ 32″ N, 2° 30′ 36″ E / 42.308914°N,2.510115°E   | IPA-12167     | Carregueu una nova foto d'aquest monument                                                                                                  |
| La Farga                                                 |             | XVIII                                                     | Camprodon Despoblat, Beget          | 42° 18′ 18″ N, 2° 30′ 28″ E / 42.304946°N,2.507657°E   | IPA-12168     | Carregueu una nova foto d'aquest monument                                                                                                  |
| Restes del Molí d'en Quelet                              |             | XVIII                                                     | Camprodon Beget                     | 42° 18′ 41″ N, 2° 29′ 16″ E / 42.311427°N,2.487812°E   | IPA-12169     | Restes del Molí d'en Quelet (Camprodon) · Vegeu més fotos d'aquest monument · Carregueu una nova foto d'aquest monument                    |
| Fonts del poble de Beget                                 |             | XVIII, XIX                                                | Camprodon Beget                     | 42° 19′ 14″ N, 2° 28′ 51″ E / 42.32054°N,2.480915°E    | IPA-12170     | Fonts del poble de Beget (Camprodon) · Vegeu més fotos d'aquest monument · Carregueu una nova foto d'aquest monument                       |
| Antiga Torre del Rellotge de Beget                       |             | Obra popular XVII, XVIII                                  | Camprodon C. Josep Muñach           | 42° 19′ 14″ N, 2° 28′ 52″ E / 42.320572°N,2.481167°E   | IPA-12171     | Antiga Torre del Rellotge de Beget (Camprodon) · Vegeu més fotos d'aquest monument · Carregueu una nova foto d'aquest monument             |
| Ermita del Remei, o la Capelleta                         |             | Obra popular XVII-XVIII                                   | Camprodon Beget                     | 42° 19′ 09″ N, 2° 28′ 48″ E / 42.319092°N,2.479935°E   | IPA-12172     | Ermita del Remei (Camprodon) · Vegeu més fotos d'aquest monument · Carregueu una nova foto d'aquest monument                               |
| La Masó                                                  |             | Obra popular XV-XVI                                       | Camprodon Rocabruna, Beget          | 42° 20′ 20″ N, 2° 27′ 07″ E / 42.338829°N,2.451906°E   | IPA-12174     | La Masó (Camprodon) · Vegeu més fotos d'aquest monument · Carregueu una nova foto d'aquest monument                                        |
| Masia del Pairer, o el Pairé, el Peiré                   |             | Obra popular XVIII-XIX                                    | Camprodon Beget                     | 42° 17′ 01″ N, 2° 31′ 37″ E / 42.28361°N,2.52689°E     | IPA-12175     | Masia del Pairer (Camprodon) · Vegeu més fotos d'aquest monument · Carregueu una nova foto d'aquest monument                               |
| Pairalia del Bolacell                                    |             | Obra popular XVIII                                        | Camprodon Antic camí de Beget a Oix | 42° 18′ 12″ N, 2° 28′ 45″ E / 42.303412°N,2.479296°E   | IPA-12176     | Pairalia del Bolacell (Camprodon) · Vegeu més fotos d'aquest monument · Carregueu una nova foto d'aquest monument                          |
| Pont del Bolacell                                        |             | Obra popular XIV                                          | Camprodon Beget                     | 42° 18′ 16″ N, 2° 28′ 44″ E / 42.304572°N,2.479023°E   | IPA-12178     | Pont del Bolacell (Camprodon) · Vegeu més fotos d'aquest monument · Carregueu una nova foto d'aquest monument                              |
| Església de Sant Feliu de Rocabruna                      |             | Romànic XII                                               | Camprodon Rocabruna, Beget          | 42° 20′ 17″ N, 2° 27′ 02″ E / 42.338134°N,2.450510°E   | IPA-12180     | Església de Sant Feliu de Rocabruna (Camprodon) · Vegeu més fotos d'aquest monument · Carregueu una nova foto d'aquest monument            |
| Relliquer o Comunidor de Rocabruna                       |             | Obra popular                                              | Camprodon Beget                     | 42° 20′ 17″ N, 2° 27′ 01″ E / 42.338047°N,2.450284°E   | IPA-12183     | Relliquer de Rocabruna (Camprodon) · Vegeu més fotos d'aquest monument · Carregueu una nova foto d'aquest monument                         |
| Restes de l'església de Sant Julià de Bestracà           |             | Preromànic IX-XI                                          | Camprodon Beget                     | 42° 17′ 39″ N, 2° 30′ 55″ E / 42.294297°N,2.515403°E   | IPA-12185     | Restes de l'església de Sant Julià de Bestracà (Camprodon) · Vegeu més fotos d'aquest monument · Carregueu una nova foto d'aquest monument |
| Església de Sant Andreu de Bestracà                      |             | Romànic XII                                               | Camprodon Beget                     | 42° 17′ 27″ N, 2° 30′ 59″ E / 42.290716°N,2.516509°E   | IPA-12186     | Església de Sant Andreu de Bestracà (Camprodon) · Vegeu més fotos d'aquest monument · Carregueu una nova foto d'aquest monument            |
| Casa pairal de Surroca                                   |             | Obra popular XVIII                                        | Camprodon Beget                     | 42° 17′ 50″ N, 2° 27′ 48″ E / 42.297088°N,2.463250°E   | IPA-12190     | Casa pairal de Surroca (Camprodon) · Vegeu més fotos d'aquest monument · Carregueu una nova foto d'aquest monument                         |
| Molí de Surroca                                          |             | XVII                                                      | Camprodon Beget                     | 42° 18′ 05″ N, 2° 27′ 42″ E / 42.301509°N,2.461681°E   | IPA-12193     | Molí de Surroca (Camprodon) · Vegeu més fotos d'aquest monument · Carregueu una nova foto d'aquest monument                                |
| El Sunyer                                                |             | Obra popular                                              | Camprodon Beget                     | 42° 19′ 02″ N, 2° 29′ 12″ E / 42.317091°N,2.486575°E   | IPA-36690     | El Sunyer (Camprodon) · Modifica el valor a Wikidata · Carregueu una nova foto d'aquest monument                                           |
| Molí d'en Sorolla o Xoroia                               |             | Obra popular                                              | Camprodon Rocabruna                 | 42° 19′ 47″ N, 2° 26′ 55″ E / 42.329726°N,2.448635°E   | IPA-36691     | Molí d'en Sorolla (Camprodon) · Vegeu més fotos d'aquest monument · Carregueu una nova foto d'aquest monument                              |
| Molí d'en Calet Queleny                                  |             | Obra popular                                              | Camprodon Beget                     |                                                        | IPA-36692     | Carregueu una nova foto d'aquest monument                                                                                                  |
| Can Batlle                                               |             | Obra popular                                              | Camprodon Veïnat de Beget           | 42° 18′ 36″ N, 2° 29′ 37″ E / 42.309973°N,2.493558°E   | IPA-36699     | Can Batlle (Camprodon) · Vegeu més fotos d'aquest monument · Carregueu una nova foto d'aquest monument                                     |
| Antiga Fàbrica Birba                                     |             | Eclecticisme XX Inici                                     | Camprodon Av. Maristany, 3          | 42° 18′ 54″ N, 2° 21′ 47″ E / 42.314865°N,2.363123°E   | IPA-40528     | Antiga Fàbrica Birba (Camprodon) · Vegeu més fotos d'aquest monument · Carregueu una nova foto d'aquest monument                           |
| Habitatge al carrer Ferrer Bàrbara                       |             | Eclecticisme XX Inici                                     | Camprodon C. Ferrer Bàrbara, 44     | 42° 18′ 53″ N, 2° 21′ 50″ E / 42.31476°N,2.363881°E    | IPA-40529     | Habitatge al carrer Ferrer Bàrbara(Camprodon) · Vegeu més fotos d'aquest monument · Carregueu una nova foto d'aquest monument              |